# لويجي ماركيزيو
لويجي ماركيزيو (بالإيطالية: Luigi Marchisio)‏ (مواليد 26 أبريل 1909 - الوفاة 3 يوليو 1992) كان دراج إيطالي في صنف سباق الدراجات على الطريق.

## سباقات أو مراحل فاز بها
- طواف إيطاليا 1930

## روابط خارجية
- لويجي ماركيزيو على موقع أرشيف الدراجات (الإنجليزية)
- لويجي ماركيزيو على موقع إحصائيات الدراجات الإحترافية (الإنجليزية)
- لويجي ماركيزيو على موقع CycleBase (الإنجليزية)